# 로니 브런스위크
로니 브런스위크(네덜란드어: Ronnie Brunswijk, 1961년 3월 7일~ )는 수리남의 전 반군 지도자, 기업인, 정치인이다. 1980년대 초 군부 쿠데타를 일으킨 데시 바우테르서 대통령의 개인 경호원이었으며, 체납 문제로 잠시 구속되었으나 항소 끝에 석방되었다. 1985년 수리남 해방군을 조직했으며, 이는 정글 특공대로 알려지게 되었다.
그는 17세기에서 18세기까지 아프리카계 노예들로 형성된 독립된 공동체인 마룬족의 권리 향상과 인정을 위해 투쟁했으며, "수리남을 군사 독재에서 해방"시키려 했다. 바우테르서가 이끄는 군부에 맞서 싸웠으며, 이는 수리남 내전으로 이어졌다. 내전은 1986년부터 1992년까지 지속되었으며, 이 기간 동안 수백여 명이 사망하고 10,000여명이 인접한 프랑스령 기아나로 망명했고, 수리남의 보크사이트 광산업도 타격을 입게 되었다. 1992년 평화 협정이 타결되자 내전은 종식되었다.
이후 정치인으로 활동하면서 일반해방발전당(ABOP)의 대표직을 맡았고 국회의원직을 역임하기도 했다. 그는 또한 마로위네 구를 바탕으로 하는 인터 몽고타포 소속 축구 선수이자 구단주이기도 하다.
2020년 6월 29일 국회의장으로 선출되었으며, 7월 13일 단독 후보로 부통령으로 선출되었다. 같은 해 7월 16일에 취임하였다.